# Authentizität (Buch)
Authentizität. Karriere einer Sehnsucht ist ein kulturkritischer Essay des deutschen Literatur- und Kulturwissenschaftlers Erik Schilling, der 2020 im Verlag C. H. Beck erschien. Darin wird beschrieben, wie sich ein Kult um Authentizität entwickelt hat und zu einem Verlust von Pluralität, Freiheit und Toleranz führte.

## Inhalt
Schilling nennt fünf grundlegende Thesen seines Buches:
1. Authentizität sei die „zentrale Sehnsucht“ der Gegenwart.
2. Der „Authentizitätsboom“ sei eine Reaktion auf zunehmende gesellschaftliche Komplexität, „bedingt durch Digitalisierung, Globalisierung und die scheinbare Beliebigkeit der Postmoderne.“
3. Authentizität sei eng verwandt mit Begriffen wie Echtheit, Eindeutigkeit und Wahrheit. Daher habe die Rede von Authentizität metaphysische Anklänge.
4. Um solche metaphysischen Anklänge zu vermeiden, solle der Begriff authentisch nicht essentialistisch (im Sinne von: auf einen „wahren Kern“ verweisend) verstanden werden. Ein essentialistisches Konzept von Authentizität führe zu Einschränkungen von Pluralität und Ambiguität.
5. Eine sinnvolle Definition von Authentizität bezeichne daher ausschließlich die „Übereinstimmung der Beobachtung mit einer Erwartung des Beobachters.“ Solche terminologisch präzise Definition von Authentizität vermeide, dass mit dem Begriff implizite Wertungen und Verabsolutierungen einhergehen.[2]

Wahre Authentizität sei nicht einfach festzustellen. Als Beispiel nennt Schilling das italienische Restaurant, das in Deutschland den meisten als authentisch erscheine, wenn dort Pizza serviert wird. Die gäbe es in Italien als traditionelles Standardgericht aber nur in Neapel und näherer Umgebung, sei also keineswegs typisch für das ganze Land.
Im Kern sei das Buch ein Plädoyer für Freiheit und Toleranz. Es lade ein, das Leben leicht zu nehmen, Widersprüch im eigenen und fremden Verhalten zu akzeptieren und bei Denken das Interessante in der Unschärfe und der Frage zu sehen, nicht in der Klarheit und der eindeutigen Antwort.
Schilling skizziert den Aufstieg des Authentizitätskults in Gesellschaft und Kultur und schließt, dass seine Dominanz nicht nur zu langweiliger Kunst, laienhaften Politikern und unglücklichen Menschen führe, sondern auch Intoleranz und Spaltung erzeugt. Als Alternativen zur Authentizität nennt er Professionalität, situativ angepasstes Verhalten und Ambiguitätstoleranz.

## Rezeption
Andreas Reckwitz (Frankfurter Allgemeine Zeitung) erinnert daran, dass Authentizität ein durchaus verbreitetes Thema der Geistes- und Sozialwissenschaften sei und nennt als besonders wichtiges Buch dazu The Ethics of Authenticity des kanadischen Sozialphilosophen Charles Taylor. Schilling liefere in diesem Kontext einen auf die Gegenwart ausgerichteten, ebenso analytischen wie kulturkritisch zugespitzten Essay. Vieles, was Schilling über das Phänomen schreibe, sei anregend und plausibel, und seinem Plädoyer für mehr Skepsis gegenüber der Authentizitäts-Sehnsucht folge man gern. Doch völlig mag Reckwitz der Schilling-Argumentation nicht zustimmen. Sie tendiere dazu, Authentizität letztlich als eine Art parasitären Effekt der komplexen Moderne zu deuten, als ein Rückzugsmanöver überforderter Individuen, die sich nach Eindeutigkeit sehnen. Doch auch die Gegenthese sei möglich: Danach stelle das Ideal der Authentizität keine lästige Regression dar, sondern sei eher grundlegend für die moderne Kultur und ihren endlosen Konflikt um Autonomie, von der Romantik bis zum autobiographischen Roman oder der Selbstverwirklichungspsychologie. Statt einer einschränkenden Identitätssehnsucht könne man die Sehnsucht nach Authentizität auch als Ausbruch aus einengend empfundenen sozialen Normen und Rationalitäten deuten. Problematisch werde es erst dann, wenn die Echtheitskultur selbst zur Norm wird.
Moritz Fehrle (Süddeutsche Zeitung) urteilt, Schilling bleibe ein Literaturwissenschaftler und sei als Beobachter von Sprach- und Bedeutungsmustern überzeugender als bei psychologischen Erklärungen der Natur des Menschen. Auf die mitunter eher schlichten Schlüsse an den Kapitelenden hätte er ebenso verzichten können wie auf einige der bemühten Pointen und provokanten Brüche mit den Konventionen der sachlichen Erzählung. Manchmal wirke es fast, als sollten sie darüber hinwegtäuschen, dass die Verklärung des Authentischen ebenso wenig ein so neues Phänomen sei wie die daran geäußerte Kritik. Was Schilling dennoch gelinge, sei eine lesenswerte Überblicksdarstellung mit teils scharfzüngigen Kommentaren.
Maja Beckers (Die Zeit) nennt Schillings Analysen eine Freude für „Authentizitätsgeplagte“ gibt aber zu bedenken, dass der Autor bei wohlbekannten konservativen Positionen landet, wenn er gegen zu viel Transparenz, gegen Quoten und für mehr Liebe zu Ambiguitäten plädiere. Was fehlt, sei eine Kritik des Authentizitätsbegriffs aus linker Perspektive. „Man könnte sich zum Beispiel vor Augen führen, in welchen endlos öden Stillstand man sich mit diesem Ideal manövriert. Wenn alles nur werden soll, was es schon ist – oder schlimmer: was es ursprünglich ist –, dann ist jeder Fortschritt skeptisch zu sehen, jeder Mensch, der sich verändern will, ein Heuchler und alles Neue verdachthalber Fake.“
Eckart Goebel (Die Welt) sieht die Argumentation des Essays hart am Rande der Zirkularität, wenn Beobachtete bewusst die Erwartungen erfüllen, die Beobachtende an sie haben und das als Authentizität gedeutet wird. Trotzdem sei es Schilling gelungen, mit seiner scharfsinnigen beobachtungstheoretischen Neufassung des Authentizitätskonzepts eine intellektuelle Position oberhalb der per definitionem unabschließbarsen Debatte um das „Echte“ zu gewinnen.
Kirstin Breitenfellner (Falter) empfiehlt das Buch zur Lektüre: „Mit seinem gut lesbaren Plädoyer für Ambiguitätstoleranz, eine Kultur der Gelassenheit, des Verzeihens, des Kompromisses, des Experiments und des Geheimnisses legt Schilling ein Buch vor, das uns alle betrifft.“